# Pirivoglia
Pirivoglia è una frazione del Comune di Chiaravalle Centrale, in provincia di Catanzaro. 

## Geografia

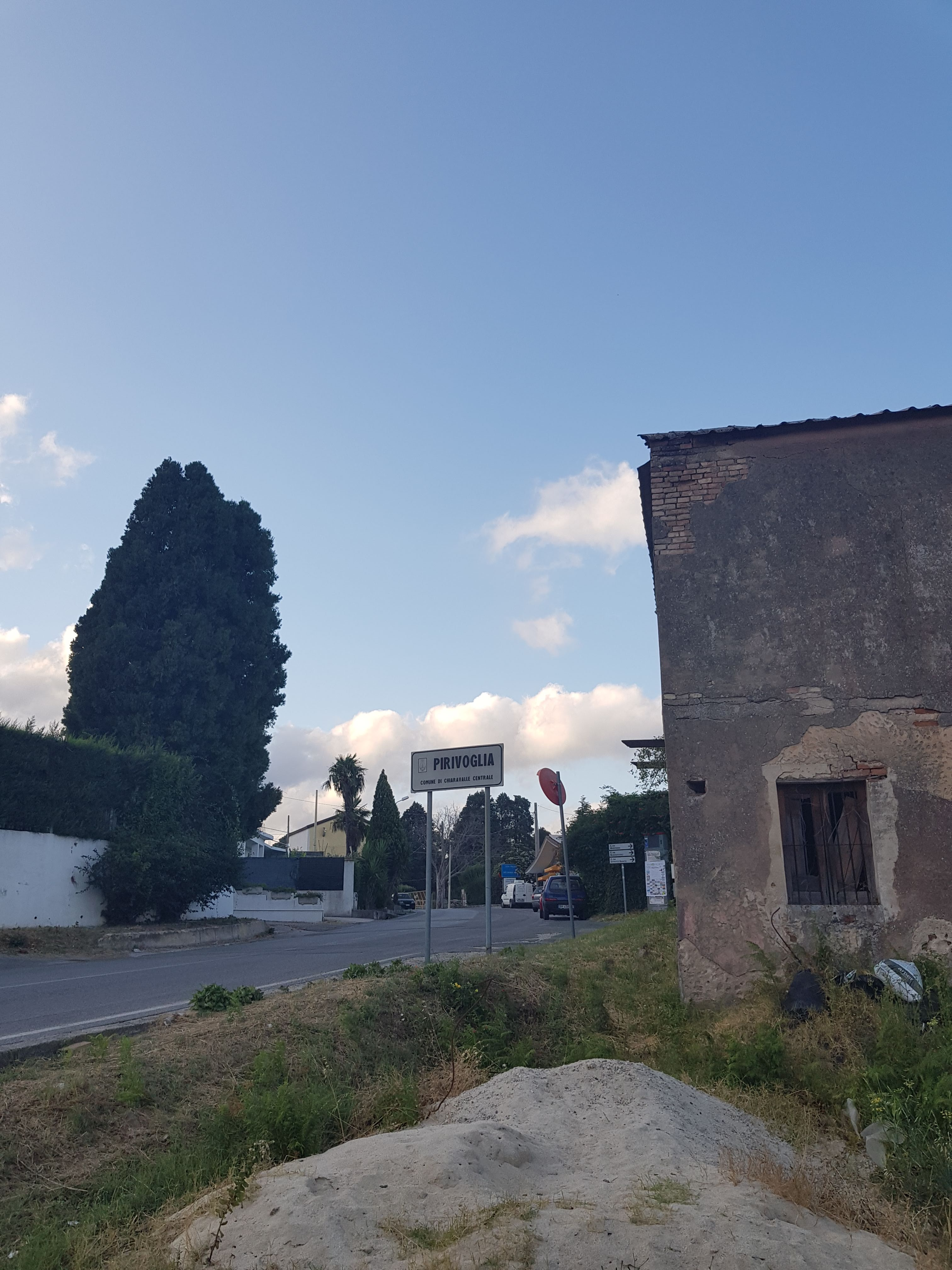
Ingresso nella Frazione provenendo dal centro cittadino

È una delle tante frazioni che si è maggiormente caratterizzata per la propria identità sviluppando, oltre alle attività di carattere agricolo tipiche della zona, alcune attività artigianali ed economiche, anche se via via, con il crescere della mobilità la popolazione ha trovato sempre più interessante convergere nel centro cittadino.
Ha comunque assunto un ruolo geografico importante fino ad essere il punto di riferimento delle frazioni limitrofe e meno note. Pirivoglia è costituita da una piccola area geografica circondata da altre frazioni dello stesso comune, (Case Incenso, Furna, Ciulareni, Acquamammone, Mumuriana, Lago Carafello...).
La frazione di Pirivoglia si sviluppa lungo la Strada Statale SS382 (ora Strada Provinciale SP171). Strada di comunicazione tra i vari Comuni di tutta l'area, motivo per il quale la frazione è molto più nota di altre che rimangono invece all'interno delle aree agricole del comprensorio. Una area completamente pianeggiante e dedita prevalentemente all'agricoltura famigliare. Dista dal centro cittadino meno di 3 chilometri, percorribili in pochissimi minuti in auto o anche a piedi, sfruttando qualche ripida scorciatoia, considerando che il centro cittadino ha una altitudine superiore (545 contro 474 m.s.l. del mare).
Nei tempi più remoti, nel punto centrale di Pirivoglia era presente una piccola collinetta coltivata a vigneto e piccoli pascoli, ad uso di alcuni pastori del circondario che producevano ottimi latticini prevalentemente per la popolazione locale. Ancora oggi persistono alcuni piccoli pastori con produzioni molto limitate e stagionali.

## Storia
Trattandosi di una frazione di un Comune non ha una grandissima storia propria, tuttavia, la sua posizione su una grande via di comunicazione gli ha permesso di sviluppare alcune attività in coerenza con il trascorrere del tempo.

### Casello ferroviario

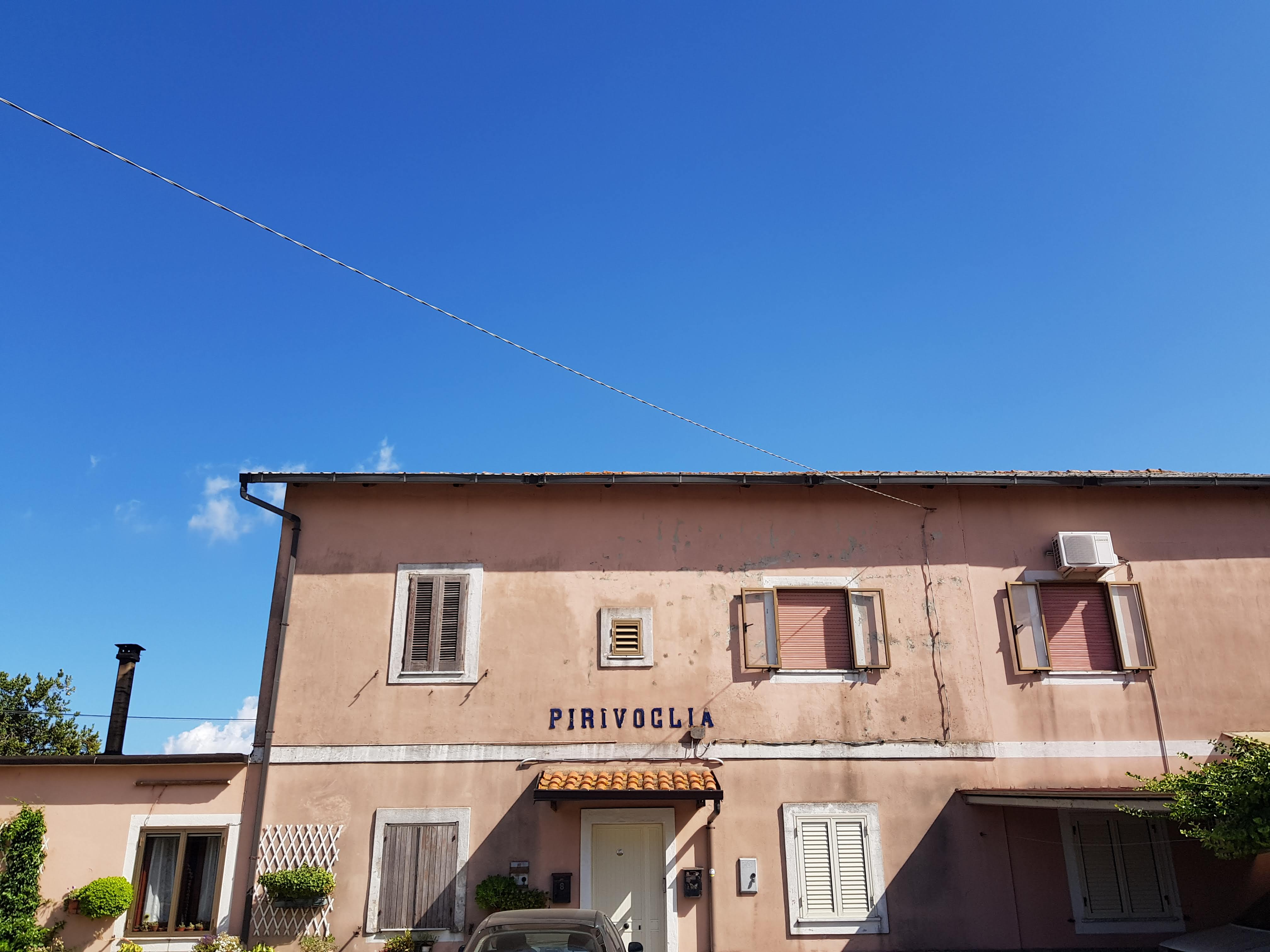
Casello ferroviario sulla linea ferroviaria Chiaravalle Centrale-Soverato

Il territorio di Pirivoglia era attraversato dalla linea ferrata delle Ferrovie Calabro Lucane (FCL) Ferrovia Soverato-Chiaravalle Centrale che da Chiaravalle Centrale portava a Soverato, attraversando i Comuni di San Vito sullo Jonio, Petrizzi, Gagliato, Satriano, Davoli, Laganosa. Il Casello di Pirivoglia della ferrovia Chiaravalle-Soverato è ancora visibile sulla strada provinciale e si trova in buone condizioni, ora ad uso di privata abitazione. Mantiene esternamente la struttura degli stabili lungo e ferrovie con ancora la scritta ben visibile e ben conservata del nome del Casello Ferroviario "Pirivoglia". 

### Caseggiato storico

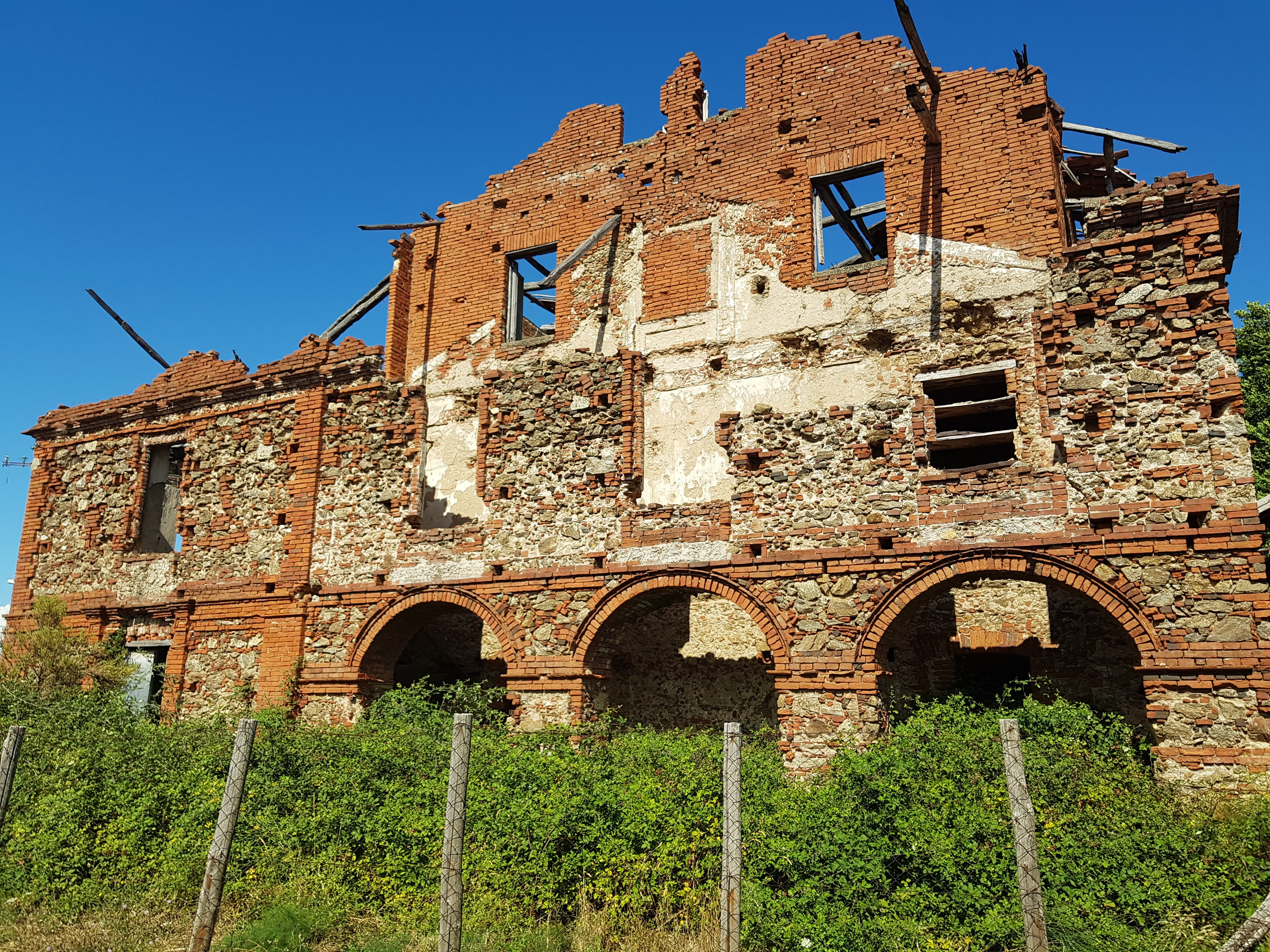
Caseggiato storico di Pirivoglia

Un enorme caseggiato, sempre visibile sulla strada provinciale in direzione San Vito sullo Jonio, sede storica di uffici pubblici prima e sede scolastica successivamente per qualche anno. Oggi, purtroppo, è in completo stato di abbandono e degrado, pericolante, e comunque risiede in proprietà privata.

### Altri siti storici
- Villa Spasari. Legata al noto politico chiaravallese Tommaso Spasari.
- Villa Ceravolo, con chiesetta privata, utilizzata anche in occasioni speciali dalla popolazione della Frazione, si crede su concessione dei proprietari.

## Curiosità e memorie
Non ci sono più tracce visibili ma vi sono state anche alcune attività artigianali e produttive.

### La blocchiera
Una piccola azienda, sita sul bordo della strada provinciale, produceva "blocchi" in cemento nell'epoca del boom delle costruzioni nell'area. Le attività di ricerca di memorie e testimonianze è in corso. Periodo di attività: Indicativamente negli anni 60/70.

### Trasporti Posca
Una piccola azienda di autotrasporti era la locomotiva della piccola economica locale, con attività logistiche che si sviluppavano fino alla Campania. Periodo di attività: Indicativamente negli anni 70.